# Noctua peacocki
Noctua peacocki là một loài bướm đêm trong họ Noctuidae.